# ISO 3166-2:EG
ISO 3166-2:EG é a série de códigos para as províncias do Egito. O objetivo desta família de normas é estabelecer uma série de curtas abreviaturas mundial para os locais, para utilização nos rótulos de pacote, embalagens e tal. Em qualquer lugar onde um pequeno código alfanumérico que podem servir para indicar claramente a localização de uma forma mais conveniente e menos ambígua do que a forma plena nome do lugar.

## Códigos
| Código | Províncias       |
| ------ | ---------------- |
| EG-ALX | Al Iskandarīyah  |
| EG-ASN | Aswān            |
| EG-AST | Asyūţ            |
| EG-BA  | Al Baḩr al Aḩmar |
| EG-BH  | Al Buḩayrah      |
| EG-BNS | Banī Suwayf      |
| EG-C   | Al Qāhirah       |
| EG-DK  | Ad Daqahlīyah    |
| EG-DT  | Dumyāţ           |
| EG-FYM | Al Fayyūm        |
| EG-GH  | Al Gharbīyah     |
| EG-GZ  | Al Jīzah         |
| EG-IS  | Al Ismāٰīlīyah    |
| EG-JS  | Janūb Sīnā'      |
| EG-KB  | Al Qalyūbīyah    |
| EG-KFS | Kafr ash Shaykh  |
| EG-KN  | Qinā             |
| EG-MN  | Al Minyā         |
| EG-MNF | Al Minūfīyah     |
| EG-MT  | Maţrūḩ           |
| EG-PTS | Būr Saٰīd         |
| EG-SHG | Sūhāj            |
| EG-SHR | Ash Sharqīyah    |
| EG-SIN | Shamāl Sīnā'     |
| EG-SUZ | As Suways        |
| EG-WAD | Al Wādī al Jadīd |